# Torre Ratés
La Torre Ratés és un edifici modernista d'Igualada (Anoia) catalogat com a bé cultural d'interès local.

## Història
Va ser projectada el 1901 per l'arquitecte Josep Pujol i Brull per al comerciant de gra Marià Ratés i Homs.

## Descripció
L'edifici s'encamina cap a uns plantejaments goticitzants. El paper important l'obtenen les obertures que són elaborades amb carreu vist sobresortint de la façana general revocada. És en aquestes obertures on hi trobem els elements gòtics amb relleu. L'edifici és coronat amb una llinda esglaonada en la façana principal, i per una barana amb claustres gòtiques-florals en els laterals. Incorpora en aquesta construcció poques arts aplicades, sols unes portes de ferros forjats. La composició en general és simètrica i mancada de policromia.